# 市民の党「自由と責任」
市民の党「自由と責任」（しみんのとう「じゆうとせきにん」）とは、日本の地域政党（政治団体）である。主に岡山県岡山市で活動している。

## 概要
衆議院議員（4期）、内閣府副大臣、内閣総理大臣補佐官（行政改革担当）を務めた熊代昭彦が2010年10月に結党し、自ら代表に就任した。2011年4月に行われた岡山市議会選挙で代表の熊代が中区選挙区から立候補しトップ当選を果たした。
その後、熊代は2013年10月6日に実施された岡山市長選挙への立候補（結果は落選）のため、同年9月に岡山市議会議員を辞職し、岡山市議会での議席を失った。2015年4月に行われた岡山市議会議員選挙に熊代が中区選挙区から再出馬し最下位当選。議席を回復した。同選挙にはこの他中区選挙区に1名、北区選挙区に1名の公認候補を擁立したがいずれも落選した。熊代も同年12月、岡山市長選における公職選挙法違反（法定外文書頒布罪）で罰金50万円公民権停止3年の有罪判決が確定し市議を失職。「市民の党「自由と責任」」の議席は無くなった。その後党名を「自由と責任の会」に改称した。
熊代は2019年3月、第19回統一地方選挙岡山市議会議員選挙に無所属で立候補し当選した。議会では一人会派「自由と責任の会」として活動した。2023年4月9日投開票の岡山市議選では次点で落選し、岡山市議会での議席を失った。

## 主な政策
党の政策は地方向けのものだけでなく国全体を対象としているのが特徴的である。主に以下の4本立ての政策が柱となっている。
- 市区町村行政の改革・都道府県政の改革
  - 水道など公営事業を民営化し行政のスリム化を図る。また減税政策をおこなう。
  - 地域ネットワークの整備
- 高福祉中負担と未来志向の日本の創造
  - 雇用、医療・介護、年金、子育て、福祉などの社会保障の充実。代わりに消費税の段階的に引き上げる。
  - ハト派外交の推進。
- 国の改革
  - 独立行政法人は原則としてすべて株式会社化、公的事業の民営化の推進、公務員を半減化させる。
  - フランス式の子育て政策を取り入れ人口の減少に歯止めをかける。
- 政治改革
  - 総理を国民が直接選挙で選べる制度づくり。
  - 日本を4つの州にわけて（道州制）連邦国家とする。
  - 国会を一院制にして議員を削減。
  - 政党助成金の廃止、企業・団体献金も全面的禁止。政治団体から政治団体の寄付も全面的禁止。